# 1615
Cette page concerne l'année 1615  du calendrier grégorien. Pour l'année 1615 av. J.-C., voir 1615 av. J.-C.
L'année 1615 est une année commune qui commence un jeudi.

## Événements
- 18 janvier : arrivée à Kean, Tourane, Cochinchine (Viêt Nam) du jésuite napolitain Francesco Buzomi, accompagné du portugais Diego Carvalho[1].
- 5 février : traité de paix signé à Gogunda entre le prince moghol Khurram et Amar Singh. Le Mewar se soumet à l'empire moghol[2].
- 6 mars : l'amiral hollandais Pieter Both, gouverneur général des Indes néerlandaises, fait naufrage à la hauteur de la baie du Tombeau (île Maurice)[3].
- Mai-juin : campagne d'été du siège d'Osaka au Japon[4].
- 3 juin : bataille de Tennōji[5].
- 6 juin : bataille de Dōmyōji. Prise du château d'Osaka par Tokugawa Ieyasu[4]. Chute de la famille Toyotomi. Début de la période Tokugawa au Japon.
- 14 juin : départ du Texel (Pays-Bas) de l'expédition de Willem Schouten et Jacob Le Maire vers le cap Horn et Java[6].
- 18 septembre : arrivée à Swally, près de Surat, en Inde, de Sir Thomas Roe, ambassadeur de Jacques Ier d'Angleterre à la cour moghole de Jahangir ; il se rend à Ajmer le 23 décembre et rencontre l’empereur moghol le 10 janvier 1616 (fin en 1618)[7].
- Le bakufu (gouvernement japonais) se réserve le droit d’accorder des licences de voyage, au sceau de vermillon[8].

### Amérique
- 1er janvier : début d'un monopole de trois ans de la Nieuw-Nederland Compagnie sur la Nouvelle-Néerlande[9].
- 8 juin : arrivée des Récollets de Rouen à Québec (les premiers missionnaires sont le père Denis Jamet, Jean Dolbeau, Joseph Le Caron et le frère Pacifique Du Plessis) ; ils construisent une maison et une chapelle[10].
- 18 juillet : la flotte néerlandaise de Joris van Spilbergen, entrée dans le Pacifique le 16 avril, bat une escadre espagnole au combat de Cañete (Pérou)[11].
- 10-16 octobre: Samuel de Champlain et ses alliés Hurons assiègent vainement un fort iroquois ; blessé, Champlain doit hiverner en Huronie[12].
- 4 novembre : au Brésil, les Portugais, commandés par Jerônimo de Albuquerque (pt), après la bataille de Guaxenduba (pt), chassent les Français et s’emparent du fort de São Luís de Maranhão, forçant Daniel de la Touche, seigneur de la Ravardière, fondateur depuis 1612 de la colonie française de la France équinoxiale, sur l'île de Maranhão, à capituler[13].

### Europe
- 30 janvier : l'ambassade japonaise de Tsunenaga Hasekura rencontre Philippe III d'Espagne à Madrid[14].
- 6 février : exécution de Patrick Stewart (en), comte des Orcades, pour trahison. Les Orcades sont rattachées à la Couronne britannique[15].
- 12 février : le séfarade d’Amsterdam Joseph Pard fonde à l’imitation de Venise la Santa Companhia de dotar orfàs e donzelas pobres, de Saint-Jean-de-Luz à Dantzig[16]. Toutes les communautés juives occidentales envoient leurs contributions (quêtes et testaments) vers Amsterdam qui sont redistribuées aux plus nécessiteux par le conseil des parnassim.
- 6 mai : paix de Tyrnau entre l'empereur Matthias Ier du Saint-Empire et Gabriel Bethlen officiellement reconnu par l'empereur comme prince de Transylvanie, en échange de l'engagement secret de Bethlen de soutenir les Habsbourg contre les Turcs[17].
- 21 juin : traité d'Asti. Paix entre l’Espagne et le duché de Savoie au sujet de la succession du marquisat de Montferrat[18].
- 27 juin : première référence du commerce du thé en Angleterre par un négociant dans une lettre à son agent de Macao[19].

- 1er juillet : traité de Vienne, ratifié le 1er mai 1616, entre la Porte et le Saint Empire qui confirme le statu quo territorial et la double souveraineté sur la Transylvanie[20].
- 2 juin : Concordia iurisdictionalis inter Forum Ecclesiasticum et Forum Saeculare Mediolani[21]. Accord entre le cardinal Federico Borromeo, archevêque de Milan et le gouverneur du duché de Milan respectant les intérêts de l’Église.
- 30 juin, guerre d'Ingrie : début du siège de Pskov en Russie par les Suédois[22].
- 9 octobre : échec de Gustave II Adolphe de Suède devant Pskov. Offre de médiation de l’empereur d’Allemagne Mathias Ier[22].

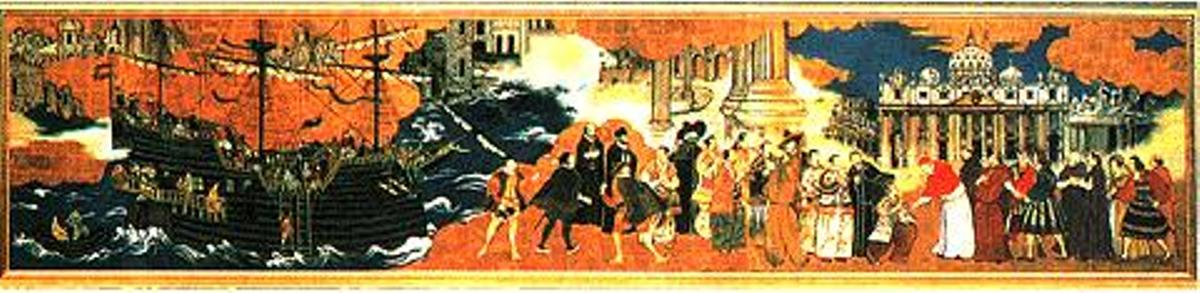
3 novembre : ambassade de Hasekura au pape à Rome. Tableau japonais, XVIIe siècle.

- 3 novembre : L'ambassadeur japonais Tsunenaga Hasekura rencontre le pape Paul V à Rome[23].
- 9 novembre : « Échange des princesses » entre la France et l’Espagne sur la Bidassoa[24].
- 15 novembre : Muzio Vitelleschi est élu Préposé général de la Compagnie de Jésus (fin en 1645)[25]. La compagnie dirige plus de 400 collèges en Europe. Elle est composée de 13 000 pères, 37 provinces et 400 maisons.
- 25 novembre : double mariage entre Louis XIII de France et Anne d'Autriche et entre Élisabeth de France et le prince des Asturies, futur Philippe IV d'Espagne[24].
- Novembre : sécheresse à Valence (Espagne)[26].
- 17 décembre : création d’une armée danoise nationale permanente de 5 000 hommes[27].
- 19 décembre : Venise déclare la guerre à l'Autriche pour son soutien aux raids des pirates Uscoques[28]. Le généralissime des forces vénitiennes Pompeo Giustiniani envahit le Frioul et assiège vainement Gradisca en février 1616. Le différend est réglé par le traité de Paris en 1617[29].

- À la suite d’un rapport dressé par le juriste Hugo Grotius, la communauté juive d’Amsterdam reçoit officiellement le pouvoir civil, sans restrictions majeures, à l’exception de l’interdiction du mariage avec des chrétiens et des critiques contre la foi dominante[16]. Des communautés se forment à La Haye, Rotterdam et Maarssen.
- Guerre de la Russie avec les Kirghizes du Haut-Ienisseï (fin en 1650). Une expédition russe de 200 hommes partie de Tomsk pour soumettre les Tartares de Kuzneck, est encerclée par cinq mille Kalmouks et Kirghizes venus au secours des Tartares. Elle parvient à se dégager après dix semaines de siège[30].
- Russie : élection d’un nouveau Zemski sobor. Il devient une assemblée nationale régulière jusqu'en 1622. La Douma des boyards reste le conseil privé du tsar. En 1616, le Sobor vote une contribution extraordinaire (20 % d’impôt et taxe foncière de 120 roubles par tenure)[31].

## Naissances en 1615
- 25 janvier : Govert Flinck, peintre néerlandais († 2 février 1660).
- 27 janvier : Nicolas Fouquet, homme d'État français († 23 mars 1680).

- 15 juin : Gaspard Dughet, peintre français († 27 mai 1675).

- 22 juillet : Salvator Rosa, poète satirique, acteur, musicien, graveur et peintre italien († 15 mars 1673).

- 26 octobre : Jean Nocret, peintre français († 12 novembre 1672).

- 8 novembre : Samuel-Jacques Bernard, peintre et graveur français († 24 juin 1687).

- Date précise inconnue : 
  - Alfonso Boschi, peintre baroque italien († 1649).
  - Jakab Harsányi Nagy, professeur, diplomate et orientaliste hongrois († après 1676).

- Vers 1615 :
  - John Lacy, acteur et dramaturge anglais († 17 septembre 1681).
  - Pieter de Ring, peintre néerlandais († 22 septembre 1660).

## Décès en 1615
- 15 janvier : Virginia de Médicis, fille de Cosme Ier de Toscane et de son épouse morganatique Camilla Martelli (° 29 mai 1568).
- 27 janvier : Imagawa Ujizane, daimyô du Japon médiéval, membre du clan Imagawa (° 1538).
- 31 janvier :
  - Claudio Acquaviva, prêtre jésuite italien (° 14 septembre 1543).
  - Sō Yoshitoshi, daimyō du clan Sō du domaine de Tsushima de la fin de la période Sengoku au début de l'époque d'Edo (° 1568).

- 4 février :
  - Giambattista della Porta, écrivain italien, polymathe (° vers 1535).
  - Dom Justo Takayama, samouraï et daimyo japonais, converti au christianisme (kirishitan) à l'époque Sengoku (° 1552).

- 4 mars : Hans von Aachen, peintre maniériste allemand (° 1552).
- 6 mars : Pieter Both, premier gouverneur général des Indes néerlandaises (° 1568).
- 10 mars : John Ogilvie, prêtre jésuite écossais (° 1579).
- 11 mars : Juliaen Teniers, peintre flamand (° 1572).
- 20 mars : Louis de Montmorency-Bouteville, seigneur de Bouteville et de Préci, comte de Luxe, chevalier de l'ordre du roi, vice-amiral de France (° 1560).
- 23 mars : Jean Chaligny, fondeur français (° 1529).
- 27 mars : Marguerite de Valois, reine de Navarre et reine de France (° 14 mai 1553).
- ? mars : Agostino Giusti, diplomate et mécène italien au service de la république de Venise et des Médicis (° 29 septembre 1548).

- 2 avril : Tsutsui Sadatsugu, cousin et fils adopté de Tsutsui Junkei, seigneur féodal de la province de Yamato (° 6 juin 1562).
- 11 avril : Okudaira Nobumasa, daimyo de l'époque Sengoku et du début de l'époque d'Edo (° 1555).
- 12 avril : William Lower, astronome anglais (° vers 1570).

- 2 mai : François Buisseret, évêque de Namur puis archevêque de Cambrai (° 1549).
- 4 mai : Adrien Romain, médecin et mathématicien (° 29 septembre 1561).
- 14 mai : Odon Van Maelcote, prêtre jésuite, homme de sciences et mathématicien des Pays-Bas méridionaux (aujourd’hui la Belgique) (° 28 juillet 1572).
- 15 mai : Alonso Vázquez, homme d'armes et écrivain espagnol (° 1554).
- 17 mai : André Streignart, prêtre carme et évêque auxiliaire de Liège (° 1535).
- 22 mai : Tsukushi Hirokado, deuxième fils de Tsukushi Korekado et seigneur de guerre de Chikuzen (° 1548).
- 26 mai : Ban Naoyuki, samouraï japonais de la fin de l'époque Sengoku et du début de l'époque d'Edo (° 1567).

- 3 juin : Sanada Yukimura, guerrier japonais, tombe un jour avant la fin du siège d'Osaka dans une charge désespérée visant à tuer le Shogun[32] (° 1567).
- 4 juin :
  - Mōri Katsunaga, officier du clan Toyotomi de la fin de la période Azuchi Momoyama (° 1577).
  - Ōno Harunaga, samouraï général de Toyotomi Hideyori puis seigneur du château d'Osaka (° 1569).
  - Ujiie Yukihiro, samouraï et seigneur féodal japonais de la fin de l'époque Sengoku au début de l'époque d'Edo (° juin 1546).
- 11 juin : Chōsokabe Morichika, samouraï de l'époque Azuchi Momoyama au début de l'époque d'Edo (° 1575).
- 16 juin : François Le Proust du Ronday, avocat au Parlement de Paris (° 17 août 1548).
- 23 juin : Mashita Nagamori, daimyo de l'époque Azuchi Momoyama et un des cinq go-bugyō désignés par Toyotomi Hideyoshi (° 1545).
- 24 juin : Katagiri Katsumoto, daimyo de l'époque Azuchi Momoyama et du début de l'époque d'Edo (° 1556).

- 1er juillet : Mori Tomonobu, bushi et expert en arts martiaux de l'époque Azuchi Momoyama jusqu'à l'ère Edo (° 1556).
- 6 juillet : Furuta Shigenari, guerrier et célèbre maître de thé japonais (° 1544).
- 11 juillet : Wybrand van Warwijck, navigateur et amiral hollandais (° 1566).
- 26 juillet ou 1619 : Alonso Pérez de Guzmán el Bueno y Zúñiga, Grand d'Espagne, 7e duc de Medina Sidonia (° 10 septembre 1550).

- 8 août : Biagio Betti, peintre italien (° 1545).
- 9 août : Timothy Bright, médecin britannique (° 1550 ou 1551).
- 18 août[33] : Louis Métezeau, architecte français, auteur de la grande galerie du Louvre et de la Place Royale (place des Vosges) (° 1560).
- 23 août ou 25 août : Pierre de Francqueville, sculpteur français (° 1548).
- 23 août : François de Joyeuse, cardinal français (° 24 juin 1562).

- 1er septembre : Étienne Pasquier, homme d'État, historien, humaniste, poète et magistrat français (° 7 juin 1529).
- 5 septembre : Antoine de La Faye, médecin, théologien et professeur protestant francais (° 1540).
- 8 septembre : Jean de Hoey, peintre et graveur néerlandais (° vers 1545).
- 9 septembre : Virginio Orsini, 2e marquis dell’Anguillara, 2e duc de Bracciano (° septembre 1572).

- 6 octobre : Carlo Bescapè, évêque catholique italien (° 25 octobre 1550).
- 9 octobre : Joachim-Charles de Brunswick-Wolfenbüttel, prévôt et maire de Strasbourg (° 23 avril ou 29 avril 1573).
- 16 octobre :
  - Françoise de Cezelli, membre d'une famille noble de Montpellier (° 22 mai 1558).
  - Ferenc Forgách de Ghymes, cardinal hongrois  (° 1566).
- 18 octobre : Cherubino Alberti, peintre, graveur sur cuivre et ingénieur militaire italien (° 24 février 1553).
- 31 octobre : Marcantonio Memmo, 91e doge de Venise (° 11 novembre 1536).

- 24 novembre : Sethus Calvisius, compositeur, chronologue et astronome allemand (° 21 février 1556).
- ? novembre : Edward Wright, cartographe anglais (° 8 octobre 1561).

- 3 décembre : Carlo Conti, cardinal italien (° 28 août 1556).
- 4 décembre : Katakura Kagetsuna, samouraï du clan Katakura de la fin de la période Sengoku (° 1557).
- 19 décembre : Juan de las Cabezas Altamirano, religieux espagnol, évêque d'Arequipa, de Santiago de Cuba et du Guatemala (Santiago de Guatemala) (° 1565).

- Date précise inconnue :
  - François II d'Allonville d'Oysonville, militaire français (° 1529).
  - Cesare Baglioni, peintre baroque italien (° 1545).
  - Louis des Balbes de Berton de Crillon, homme de guerre français (° 1543).
  - Kaihō Yūshō, peintre japonais (° 1533).
  - Nur al-Din Muhammad Zuhuri, poète persan, à Bijâpur.
  - René de Lucinge, seigneur, diplomate et homme de lettres (° 1553).
  - Jean de Poutrincourt, gentilhomme français fondateur de la colonie de Port-Royal, en Nouvelle-France (° 1557).
  - Francesco Stringa, peintre italien (° 1578).
  - Ascanio Vittozzi, architecte italien (° 1539).
  - Sebastián Vizcaíno, explorateur espagnol et ambassadeur au Japon (° 1548).
  - Melchior de La Cerda, érudit espagnol (° 1550).

- 1614 ou 1615 :
  - Gilles Durant de la Bergerie, poète français (° 1554).
  - Émile Portus, humaniste italien (° 13 août 1550).

- Après 1615 :
- Rocco Rodio, compositeur et théoricien de la musique italien de l'école napolitaine (° vers 1530).